# 1908 en Inde
Chronologie de l'Inde
- 1904
- 1905
- 1906
- 1907
- 1908
- 1909
- 1910
- 1911
- 1912

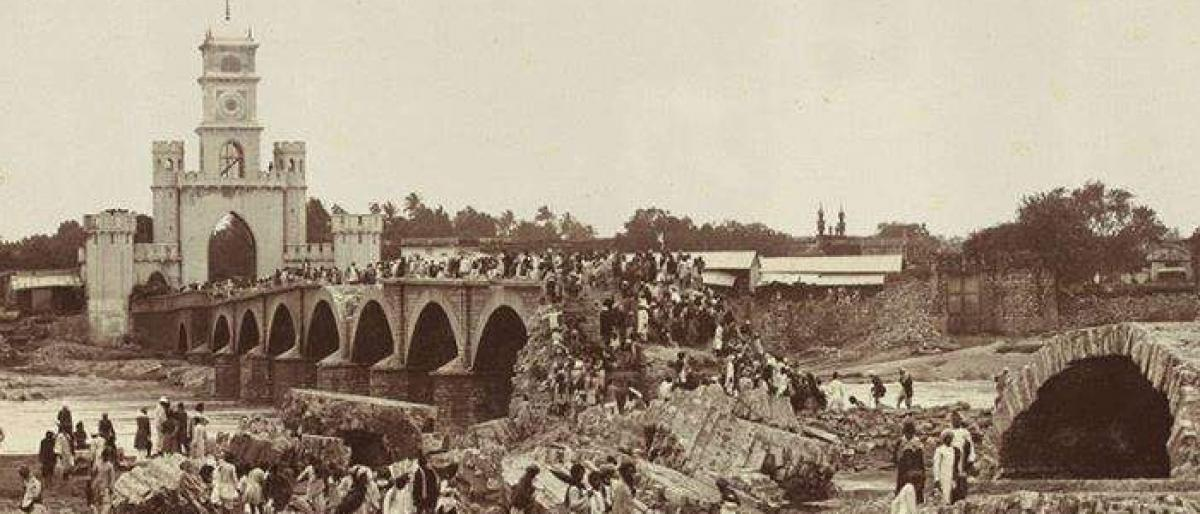
Des réfugiés traversent un pont à la suite de la grande inondation de la rivière Musi, à Hyderabad (29 septembre 1908).

Cette page concerne les évènements survenus en 1908 en Inde  :

## Évènement
- mai : début du procès dit de l'Empereur contre Aurobindo Ghosh et autres (en), familièrement appelé l'affaire de la bombe d'Alipore, la conspiration de Muraripukur ou la conspiration de la bombe de Manicktolla.
- Affaire Haji Bibi (en)
- 17 mars : Émeute de Tinnevely.
- 28 septembre 1908 : Grande inondation de la rivière Musi à Hyderabad (bilan : 50 000 morts).

## Création
- Société mathématique de Calcutta (en)

## Dissolution
- Compagnie du chemin de fer de Madras

## Naissance
- David Abraham Cheulkar (en), acteur.
- Isha Basant Joshi (en), écrivain.
- Sucheta Kripalani, femme politique
- N. S. Krishnan (en), acteur, chanteur et écrivain.
- Leela Majumdar, écrivaine.
- Mahadeva Subramania Mani (en), entomologiste.
- L. V. Prasad (en), écrivain.
- Shivaram Rajguru (en), révolutionnaire.
- Jagjivan Ram, vice-Premier ministre.
- Raja Rao, romancier.
- Ranganathananda (en), chef religieux.
- U. Muthuramalingam Thevar (en), personnalité politique.

## Décès
- 21 novembre : Exécutions de Kanailal Dutta (en) et Satyendranath Bosu (en)
- Mirza Ghulam Ahmad, fondateur du mouvement Ahmadiyya
- Radhanath Ray (en), écrivain et poète.